# Biskupi i arcybiskupi Caceres
Biskupi i arcybiskupi Caceres – lista biskupów diecezjalnych, koadiutorów oraz biskupów pomocniczych filipińskiej archidiecezji Caceres.

## Biskupi diecezjalni

### Biskupi Nueva Caceres
- Luis Maldonado OFMObs. (1595–1596)
- Francisco Ortega OSA (1599–1602)
- Baltazar de Covarrubias y Múñoz OSA (1603–1605)
- Pedro de Godinez OFM (1605–1611)
- Pedro Matias OFM (1612–1615)
- Diego Guevara OSA (1616–1623)
- Luis de Cañizares OM (1624–1628)
- Francisco de Zamudio y Avendaño OSA (1628–1639)
- Nicolas de Zaldivar y Zapata OSA (1644–1646)
- Antonio de San Gregorio OFM (1659–1661)
- Andrés González OP (1685–1709)
- Domingo de Valencia (1718–1719)
- Felipe Molina y Figueroa (1724–1738)
- Isidro de Arevalo (1740–1751)
- Manuel de Matos OFM (1754–1767)
- Antonio de Luna OFM (1768–1773)
- Juan Antonio Gallego y Orbigo OFM (1778–1788)
- Juan García Ruiz OSA (1784–1796)
- Domingo Collantes OP (1788–1808)
- Bernardo de la Inmaculada Concepción García Hernández OFM (1816–1829)
- Juan Antonio Lillo OFM (1831–1840)
- Vicente Barreiro y Pérez OSA (1846–1848)
- Manuel Grijalvo y Mínguez (1848–1861)
- Francisco Gainza Escobás OP (1862–1879)
- Casimiro Herrero Pérez OSA (1880–1886)
- Arsenio del Campo y Monasterio OSA (1887–1903)
- Jorge Barlin Imperial (1905–1909)
- John Bernard MacGinley (1910–1924)
- Francisco Javier Reyes (1925–1937)
- Pedro Paulo Santos Songco (1938–1951)

### Arcybiskupi Caceres
- Pedro Paulo Santos Songco (1951–1965)
- Teopisto Valderrama Alberto (1965–1983)[a]
- Leonard Zamora Legaspi OP (1983–2012)
- Rolando Tirona OCD (2012–2024)
- Rex Andrew Alarcon (od 2024)

## Biskupi pomocniczy
- Juan Antonio Lillo OFM (1828–1831)
- José Tomás Sánchez (1968–1972)
- Concordio Maria Sarte (1973–1977)
- Antonio Isauro Alzate Buenafe SVD (1976)
- Sofio Guinto Balce (1980–1988)
- José Rojas Rojas (2005–2008)